# Çiftlik, Horasan
Çiftlik là một xã thuộc huyện Horasan, tỉnh Erzurum, Thổ Nhĩ Kỳ. Dân số thời điểm năm 2011 là 192 người.